# غوراخناث
غوراخناث يقدر في أوائل القرن الحادي عشر انه كان يوغيًا هندوسيًا وقديسًا مؤسس الحركة الرهبانية الهندوسية في الهند. ويعتبر واحدا من اثنين من التلاميذ البارزين. تم العثور على أتباعه في الهند وهو في أحمدناغار في ولاية ماهاراشترا. ويسمى هؤلاء الأتباع يوجيس، جوراكناثي، دارشاني أو كانفاتا.
تفاصيل سيرة حياته غير معروفة ومتنازع عليها. كان واحدا من تسعة القديسين المعروف أيضا، ويحظى بشعبية واسعة فيولاية ماهاراشترا بالهند. يتصف بأنه أكثر من معلم بشري وشخص خارج قوانين الوقت الذين ظهروا على الأرض في عصور مختلفة. يرى المؤرخون أنه عاش في وقت ما خلال النصف الأول من الألفية الثانية، لكنهم يختلفون في أي قرن. تقديرات تستند إلى علم الآثار ونطاق يتراوح من القرن الحادي عشر إلى القرن الحادي عشر من بريغس لتقديرات غريرسون للقرن الرابع عشر.
يعتبر غوراخناث يوغي (أو يوغي عظيم) في التقاليد الهندوسية. لم يؤكد على نظرية ميتافيزيقية محددة أو حقيقة معينة، لكنه أكد أن البحث عن الحقيقة والحياة الروحية هو هدف قيم. دافع غوراخناث عن اليوجا والانضباط الروحي والحياة الأخلاقية لتقرير المصير كوسيلة للوصول إلى السمادهي والحقائق الروحية الخاصة. يشتهر أتباعه أيضا بأنهم كانوا جزءًا من حركة الزهد المحارب منذ القرن الرابع عشر، لمقاومة الاضطهاد ضد الحكم الاستعماري الإسلامي والبريطاني، وتطوير فنون الدفاع عن النفس والاستجابة الموجهة ضد كبار المسؤولين.
غوراخناث، لأفكاره شعبية كبيرة في المناطق الريفية في الهند، مع الأديرة والمعابد المكرسة له وجدت في العديد من ولايات الهند  بين النخب الحضرية، تم سخر الحركة التي أسسها غوراخناث.

## سيرة شخصية

### حسابات المؤرخ
يختلف المؤرخون في تقديراتهم عن الوقت الذي عاش فيه غوراخناث. تستند التقديرات المستندة إلى علم الآثار ونطاق النص من وثائق بريج من القرن الحادي عشر إلى القرن الثاني عشر إلى وثائق بابا فريد ومخطوطات جانّيسفاري التي قادت آبوت لربط غوراخناث إلى القرن الثالث عشر، إلى غريرسون الذي يعتمد على الأدلة المكتشفة في غوجارات، القرن الرابع عشر. تم العثور على تأثيره في الإشارات العديدة إليه في شعر كبير وجورو ناناك من السيخية، التي تصفه بأنه قائد قوي جدا ذو أتباع كبير، مما يشير إلى أنه عاش على الأرجح في الوقت الذي عاش فيه هؤلاء الزعماء الروحيون في الهند.
تشير النصوص التاريخية إلى أن غوراخناث كان في الأصل بوذيًا في منطقة متأثرة بالشيفية، وتحول إلى هندوسية تدافع عن شيفا ويوغا. قاد غوراخناث حياة داعية عاطفية لأفكاره التي دافعت عن تفسير اليوغا واللأوبنشاد. اعتبر غوراخناث الجدل القائم بين النظرية الروحية الثنائية والغير تقليدية في الهند في العصور الوسطى على أنه عديم الفائدة من وجهة نظر الممارسة، فأكد أن الاختيار هو يوغي، وأن الانضباط الروحي والممارسة من قبل أي من المسارين يؤديان إلى «حالة سامادهي المنيرة تمامًا للفرد».

## ناث سامبراداي
تنص تقاليد ناث على أن تقاليدها موجودة قبل غوراخناث، ولكن أكبر توسع للحركة حدث تحت توجيه وإلهام غوراخناث. أنتج عددا من الكتابات وحتى اليوم يعتبر أعظم من ناث. وقد زعم أن غوراخناث كتب أول كتب عن يوغا. في الهند هناك العديد من الكهوف، العديد من المعابد المبنية عليها، حيث يقال إن غوراخناث أمضى بعض الوقت في التأمل.
يقع معبد غوراخناث أيضا على تلة بالقرب من فامبوري؛ حي أحمد نجر. يوجد أيضًا معبد شهيرناث في ولاية أوديشا.

## تأثير
بعض الباحثين يربطون أصل هاثا يوغا مع ناث يوجيس، ولا سيما غوراخناث ومعلمه ماتسيندراناث. وفقا لعلم الأخصائي البريطاني جيمس مالينسون، فإن هذا الارتباط غير صحيح.
في حين أن أصول هاثا يوغا متنازع عليها، وفقا لجاي بيك، أستاذ الدراسات الدينية المعروف بدراسته عن اليوغا والموسيقى، «الروابط بين غوراكاناث، كاناباتا وهاثا يوغا هي أبعد ما يمكن».
أخذ غوراخناث من نيبال وغورخا الهندي اسمهم من هذا القديس. وقد اعتبر منذ فترة طويلة رب الدولة، مع ظهور اسمه على العديد من النسخ من العملات النيبالية والملاحظات العملة. يدعى غورخا، وهو حي تاريخي في نيبال.
وتؤكد الأسطورة، الدولة ويليام نورتشي وجون موريس، أن أحد تلاميذ ماشندرا بالاسم غوراخناث، زار نيبال مرة والتقاعد إلى تلة صغيرة. هناك تأمل في دولة غير قابلة للتحرك لمدة اثني عشر عاما. بنى السكان المحليون معبدًا على شرفه هناك، ومنذ ذلك الحين تم تذكره.

## أعماله
يسرد رومولا بوتاليا، وهو كاتب هندي في تاريخ اليوجا، الأعمال المنسوبة إلى غوراخناث على النحو التالي: «يُعتقد أن غوراخناث قد ألف العديد من الكتب بما في ذلك جوراكشا سامهيتا، غوراكشا غيتا، سيدها سيدانتا باهادتي، يوجا مارتانادا، يوجا سيدهارتا بادهاتي، يوغا، ويعتقد أنه مؤسس ناث ويقال أنها كلها أشكال بشرية تم إنشاؤها كمظاهر يوغية لنشر رسالة اليوغا والتأمل إلى العالم. الذين يكشفون السمادهي للبشرية».

### سيده سيدهانتا بادهاتي
و هو نص هاثا يوغا السنسكريتية المنسوبة إلى غوراخناث من قبل تقاليد ناث.
ويستند النص على ان يرى يوغا «نفسه في جميع الكائنات، وكل ما في نفسه» بما في ذلك هوية النفس الفردية مع العالمي. تظهر هذه الفكرة في النص بأشكال مختلفة، مثل ما يلي:
يُنظر إلى الفارين الأربعة (الطوائف) على أنها تقع في طبيعة الفرد، أي براهما في ساداكارا (السلوك الصالح)،(البسالة والشجاعة)،(الأعمال)،(الخدمة). يختبر اليوغين جميع الرجال والنساء من جميع الأعراق والطوائف داخل نفسه. لذلك ليس لديه كراهية لأحد. لديه حب لكل كائن.
- غوراخناث، سيدها سيدانتا بادهاتي III.6-8 (مترجم: د شاستري)